# 1 E7 m
Za lažjo primerjavo različnih redov velikosti je na tej strani nekaj dolžin in višin od 107 metrov (10.000 km) do 108 m (100.000 km).
- razdalje, krajše od 107 m

- 10.000 km je dolžina, enaka:
  - 6.215 milj
  - stranica kvadrata s površino 100.000.000 km2
  - polmer kroga s površino 314.159.265 km2
- 10.000 km -- Pariški poldnevnik od Severnega tečaja do ekvatorja (to je bila prvotna določitev metra)
- 10.000 km—približna višina zunanje meje eksosfere
- 12.104 km—premer Venere
- 13.000 km—premer Zemlje
- 14.000 km—najmanjši premer Jupitrove Velike rdeče pege
- 15.000 km—premer Sirija B, bele pritlikavke
- 21.925 km—dolžina obale Norveške
- 35.790 km—višina geostacionarne orbite
- 40.000 km -- obseg Zemlje
- 50.000 km—premer Neptuna
- 50.000 km—premer Urana

- razdalje, daljše od 108 m